# Puceul
Puceul település Franciaországban, Loire-Atlantique megyében. Lakosainak száma 1124 fő (2022. január 1.). Puceul Abbaretz, Nozay, Saffré, La Chevallerais és La Grigonnais községekkel határos.

## Népesség
A település népességének változása:
| Lakosok száma | 685  | 580  | 599  | 879  | 1055 | 1098 | 1128 | 1159 | 1148 | 1124 |
|               | 1968 | 1982 | 1990 | 2006 | 2013 | 2015 | 2017 | 2019 | 2020 | 2022 |